# ويليام تومسون (سياسي)
ويليام تومسون (بالإنجليزية: William Thompson)‏ هو سياسي بريطاني، ولد في 26 أكتوبر 1939 في المملكة المتحدة، وتوفي في 12 ديسمبر 2010 في أوماه في المملكة المتحدة. حزبياً، نشط في حزب ألستر الوحدوي. في الانتخابات البرلمانية في أيرلندا الشمالية 1973 ‏، انتخب عضو برلمان أيرلندا الشمالية 1973-1974 وقد انضم خلال فترته النيابية ‏  للكتلة البرلمانية حزب ألستر الوحدوي وفي انتخابات الجمعية التشريعية لأيرلندا الشمالية 1982 ‏، انتخب عضو الجمعية التشريعية لأيرلندا الشمالية 1982-1986 ‏ وقد انضم خلال فترته النيابية ‏  للكتلة البرلمانية حزب ألستر الوحدوي وفي الانتخابات العامة في المملكة المتحدة 1997 ‏، انتخب عضو البرلمان الثاني والخمسون للمملكة المتحدة عن دائرة تايرون الغربية وقد انضم خلال فترته النيابية ‏ (1 مايو 1997 – 14 مايو 2001)  للكتلة البرلمانية حزب ألستر الوحدوي.